# Neonerita marpessa
Neonerita marpessa är en fjärilsart som beskrevs av Druce 1906. Neonerita marpessa ingår i släktet Neonerita och familjen björnspinnare. Inga underarter finns listade i Catalogue of Life.